# Беспалько, Владимир Павлович
Владимир Павлович Беспалько (род. 17 августа 1930 года, Умань, Черкасская область, УССР, СССР) — советский и российский учёный-педагог, академик РАО (1992).

## Биография
В 1953 году окончил Московский автомеханический институт.
С 1955 года — научный сотрудник Академии педагогических наук СССР.
Доктор педагогических наук (1968), профессор (1972).
Преподавал в средних школах и профессиональных учебных заведениях, на факультете психологии МГУ.
Основные труды опубликовал по теории педагогических систем, дидактике, педагогической технологии и управлению познавательной деятельностью.
Автор более 160 научных работ, монографий, учебных пособий, более 100 научных статей.
Под научным руководством учёного защищено 40 кандидатских и ряд докторских диссертаций.

## Основные труды
- Пособие для учащихся средней школы «Практикум по машиноведению» (1957);
- Программированное обучение (M., 1970)
- Основы теории педагогических систем (Воронеж, 1977)
- Теория учебника (M., 1988)
- Слагаемые педагогической технологии (M., 1989)
- Педагогика и прогрессивные технологии обучения (M , 1995)